# Convenção Evangélica Batista Argentina
A Convenção Evangélica Batista Argentina (em castelhano:   Convención Evangélica Bautista Argentina) é uma denominação cristã evangélica de igrejas batistas na Argentina. Ela é afiliada à Aliança Batista Mundial. A sede está localizada em Buenos Aires.

## História

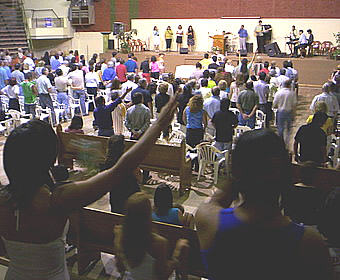
Serviço na Igreja Pueblo Nuevo de Bahía Blanca.

A Convenção tem suas origens no estabelecimento da primeira igreja batista em Santa Fé (Argentina) por Paul Besson, um missionário suíço em 1881. Em 1903, as missões americanas do Junta de Missão Internacional favoreceram o estabelecimento das igrejas do país. A Convenção foi fundada oficialmente em 1908. De acordo com um censo da associação, em 2023 ela disse que tinha 670 igrejas e 85,000 membros.

## Escola
A convenção tem um instituto teológico afiliado, o Seminário Internacional Teológico Batista de Buenos Aires, fundado em 1953.

## Organização Missionária
A Convenção tem uma organização missionária, Agencia Misionera Internacional. 

## Programas sociais
Ela tem uma organização humanitária, Red Nacional Amor en Acción. 